# Exeter Book

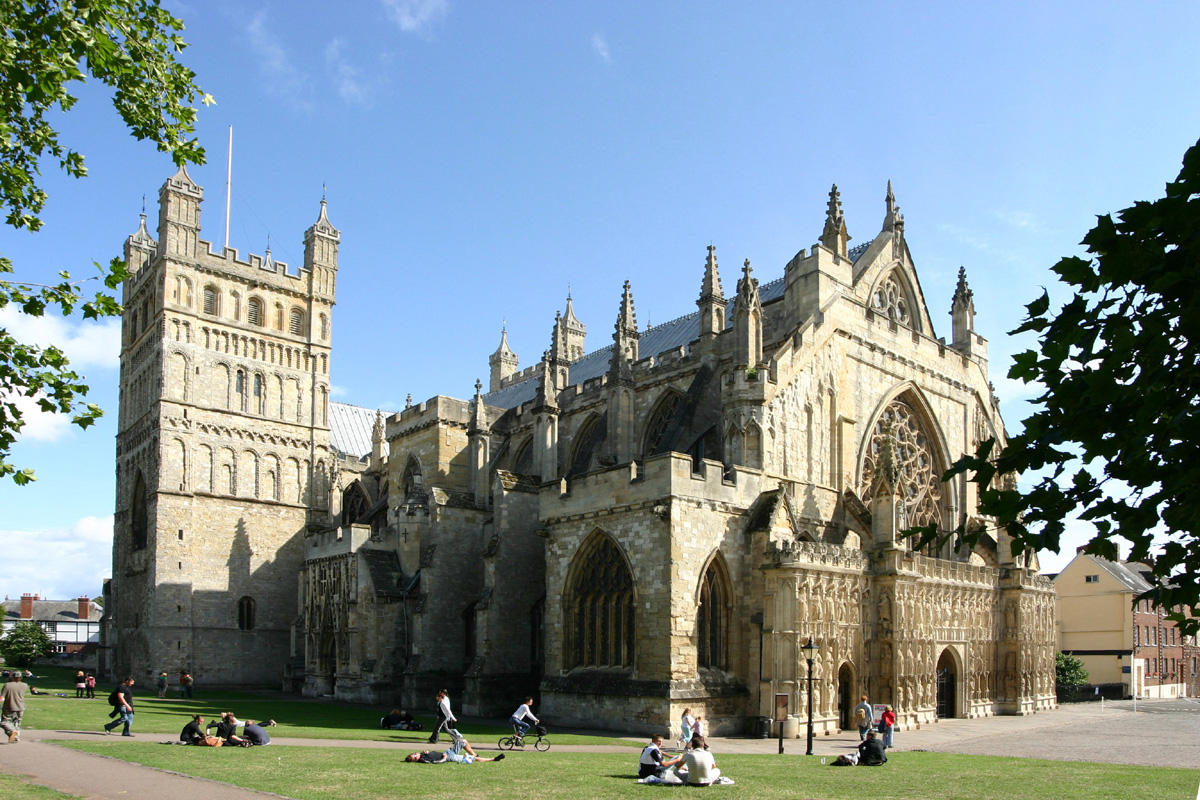
Exeterská katedrála

Exeter Book či Codex Exoniensis je antologií anglosaské poezie a hádanek z 10. století. V roce 2016 jej UNESCO zařadilo do seznamu světového kulturního dědictví. Je jedním ze čtyř rukopisů obsahujících poezii psanou ve staroangličtině. Nachází se v Anglii, hrabství Devon, uložen je v trezoru katedrály v Exeteru.

## Historie
Přesné datum napsání knihy není známo, ale s největší pravděpodobností se jedná o roky 960–990. Toto období zaznamenalo vzestup aktivity a produktivity klášterů pod novým vlivem benediktinských zásad. Historii knihy Exeter Book lze vysledovat od roku 1050 poté, co se Leofric († 1072) stal exeterským biskupem. Mezi věcmi, které daroval tehdy zbídačenému klášteru, byla podle záznamů „mycel englisc boc be gehwilcum þingum on leoðwisan worht“ (tj. „velká anglická kniha poetických děl“). V historiografii se obecně předpokládá, že šlo o tento kodex.

## Popis

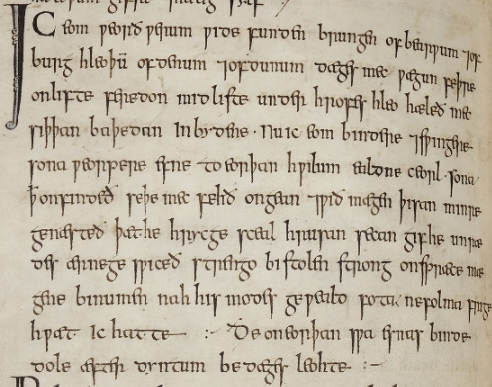
Foliant 107v – detail

Rukopis je psán na pergamenu. Předpokládá se, že původně obsahoval 131 listů, z nichž se osm nedochovalo. Na pergamenu nejsou viditelné žádné ilustrace ani propracované iniciály. V jeho 122 foliantech jsou vepsány životy světců, bestiářní texty, maximy, elegie, homiletické texty a hádanky, což je o to neuvěřitelnější, že rukopis napsal jediný písař. Pouze v 16. století přidal starožitník a učenec Laurence Nowell (asi 1516–1576) do rukopisu některé poznámky na okraj a totéž udělal i teolog George Hickes (1642–1715) v 17. století.
Přestože se kodex po většinu své téměř tisícileté historie stal „základním svazkem anglické literatury“, byl více zneužíván, než používán. Úvodní folia dochovaného rukopisu (ff.8r) byla po určitou dobu bez knižní vazby a utrpěla škody rozsáhlým zabarvením a rýhováním; skvrny (pravděpodobně od kelímku s lepidlem) postihují ne jedno, ale pět folií rukopisu (až po f.13r/v). Dalších čtyřicet folií: folio 53r/v bylo oříznuto podél horního okraje, což vedlo ke ztrátě 8 řádků rukopisného textu Canticles, zatímco posledních čtrnáct folií rukopisu utrpělo nejzávažnější poškození ze všech – bylo poškozeno ohněm. Podle předchozích posudků je to výsledek toho, že přes poslední folio byl umístěn ‚žhavý poker nebo ohnivá značka‘... Rukopis byl popálen až do f.115r, což způsobilo značné ztráty textu v závěrečné sekci hádanek a krátkých básní. Na řadě folií lze také rozpoznat skvrny od zlata a stříbra, což naznačuje, že rukopis byl po nějakou dobu používán ve skriptoriu nejen jako žehlicí prkénko, ale i jako pomůcka při práci s drahými kovy.

## Český překlad
Z anglosaských elegií byly z kodexu Exoniensis publikovány česky tyto básně: Poutník, Námořník, Zříceniny, Ženin nářek, Vlk a Eadwancer, Manželův vzkaz a Déor.